# Playa de Tregandín
La playa Trengandín está situada en el municipio de Noja, en la comunidad autónoma de Cantabria, España.
Está frecuentada por nudistas.